# Æthelberht I. (East Anglia)
Æthelberht I. (auch: Alberht oder Ethælbert) war ein König des angelsächsischen Königreichs East Anglia um die Mitte des 8. Jahrhunderts. Zu Æthelberhts Leben wurden keine zeitgenössischen Berichte überliefert.

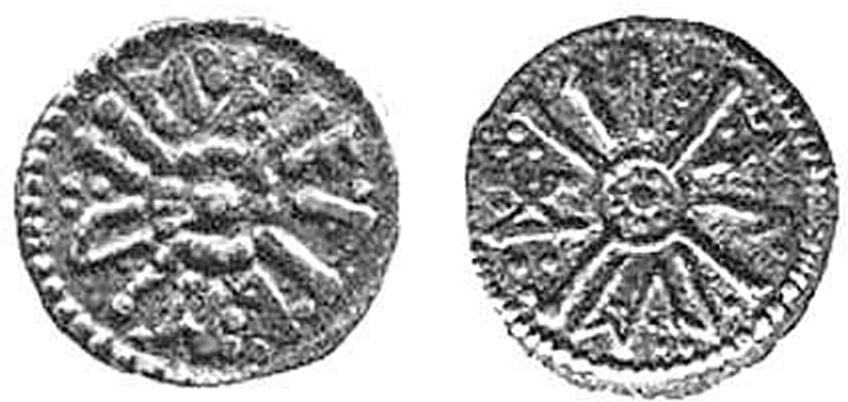
Münze Æthelberhts

## Leben
Mit Ælfwalds Tod im Jahr 749 erlosch die Dynastie der Wuffinger. Das Königreich wurde zwischen Hunbeanna und Alberht (Æthelberht I.) aufgeteilt. Nach anderer Auffassung folgten auf Ælfwald die drei gemeinsam herrschenden Könige Hun, Beorna und Æthelberht I., von denen jedoch nur Beorna und Æthelberht durch Münzfunde zweifelsfrei als Könige belegt sind.
In Burrow Hill (Suffolk) wurde Anfang der 1980er Jahre eine vom Münzmeister Tilræd geprägte Münze Æthelberhts gefunden, in die der Königsname Ethælbert in Runenschrift eingeprägt ist. Æthelberhts Herrschaft endete um das Jahr 760.